# Eno Raud
Eno Raud (Tartu, 15 febbraio 1928 – Haapsalu, 10 luglio 1996) è stato uno scrittore estone.

## Biografia e carriera
Figlio del poeta e drammaturgo Mart Raud e di Valda Aaviste, conseguì la laurea in lingua e letteratura estone all'Università di Tartu nel 1952. Lavorò per la Biblioteca nazionale d'Estonia dal 1952 al 1956, quindi per le edizioni di Stato estoni fino al 1965, anno dal quale si dedicò esclusivamente alla scrittura.
Fu autore di oltre cinquanta pubblicazioni per l'infanzia, popolarissime non solo in patria ma in tutte le Repubbliche ex sovietiche, e ad oggi tradotte in trenta e più lingue (ma ancora inedite in italiano).
Dal matrimonio con Aino Pervik, anch'ella scrittrice, sono nati tre figli: l'autore e accademico Rein Raud, il giornalista e musicista Mihkel Raud e l'illustratrice e scrittrice per l'infanzia Piret Raud.

## Opere selezionate
- Sipsik (Straccetto, 1962)
- Kilplased (I sempliciotti, 1962)
- Päris kriminaalne lugu (Una storia un po' criminale, 1968)
- Lugu lendavate taldrikutega (Una storia di dischi volanti, 1969)
- Telepaatiline lugu (Una storia di telepatia, 1970)
- Naksitrallid (I buontemponi. 1-2, 1972)
- Jälle need Naksitrallid (Altre storie dei buontemponi. 3-4, 1979)

## Premi
- 1970: Premio pan-sovietico per la Letteratura per bambini e ragazzi
- 1970: Premio annuale per la Letteratura della Repubblica socialista sovietica di Estonia
- 1978: Autore d'onore della Repubblica socialista sovietica di Estonia (Eesti NSV teeneline kirjanik)
- 1980: Premio J. Smuul per la Letteratura
- 1987: Premio di Stato estone
- 1996: Premio Karl Eduard Sööt per la Poesia per ragazzi (postumo)